# Pelikanfotsnäcka
Pelikanfotsnäcka (Aporrhais pespelecani) är en snäckart som först beskrevs av Linné 1758.  Pelikanfotsnäcka ingår i släktet Aporrhais, och familjen pelikanfotssnäckor. Arten är reproducerande i Sverige.
Arten är en ca 4 cm lång snäcka, vars plattade sista skalvindling liknar foten på en simfågel. Den är allmän på mjukbottnar längs svenska västkusten, där den lever av algrester o. dyl.

## Bildgalleri

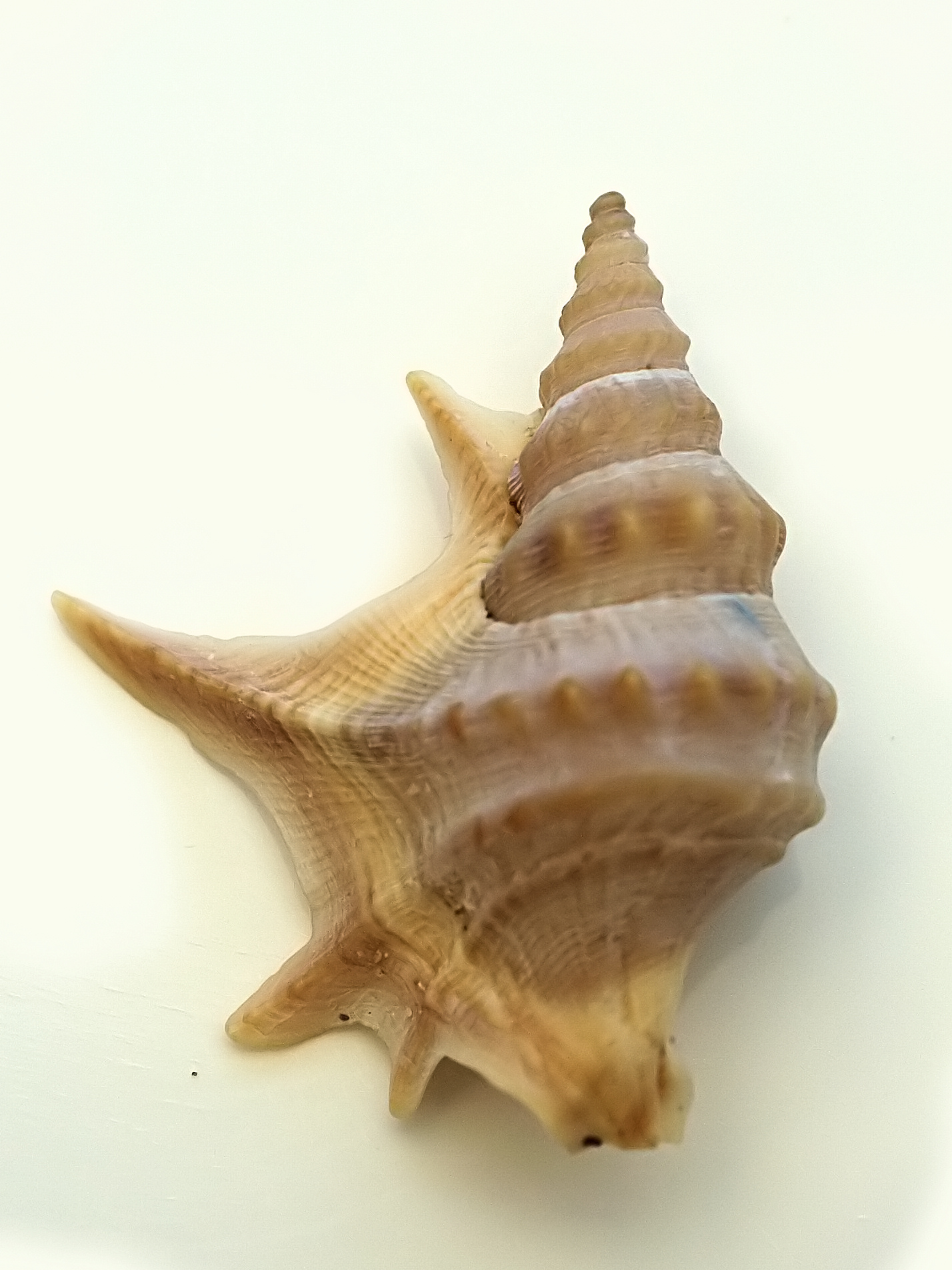
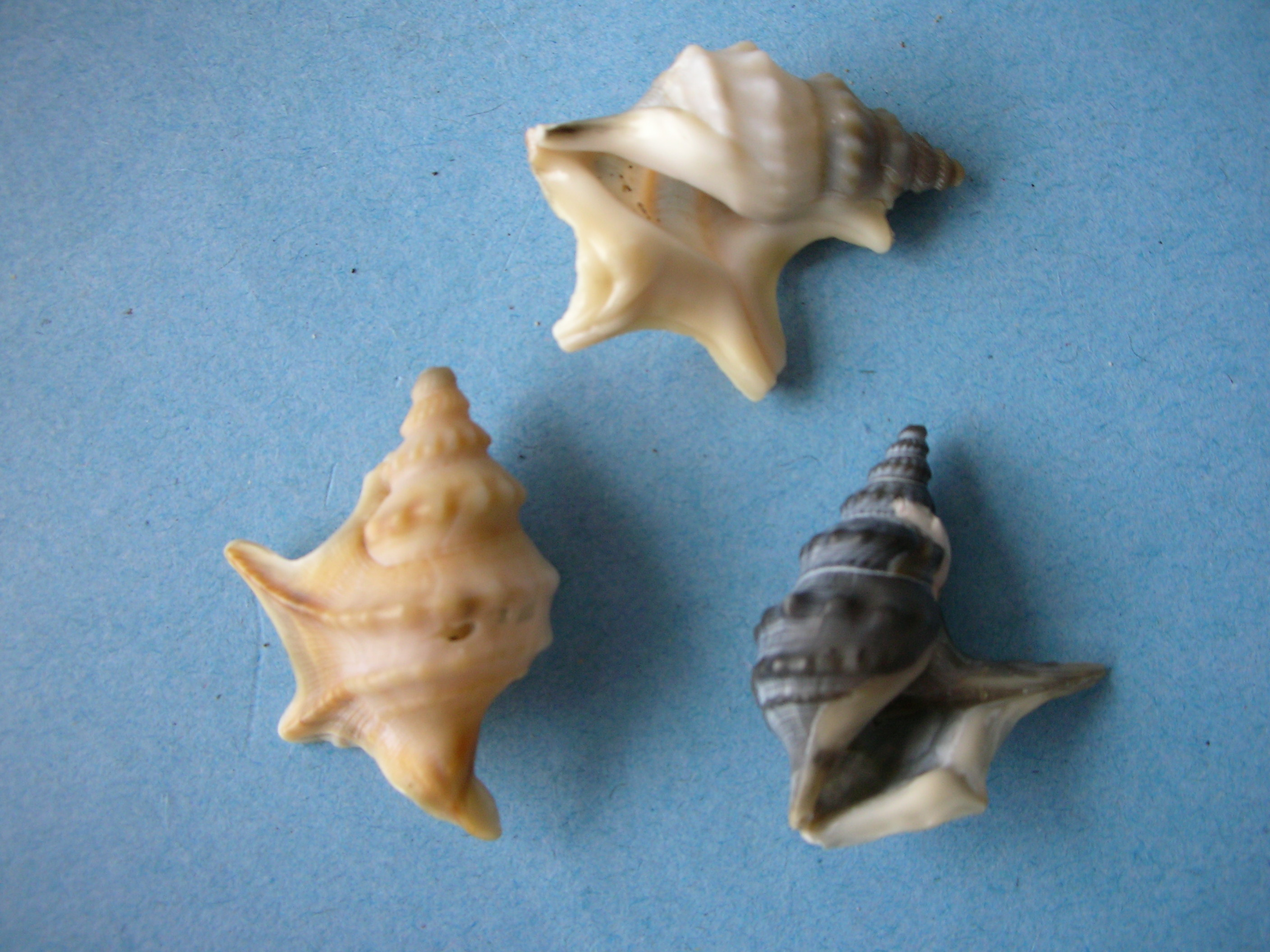
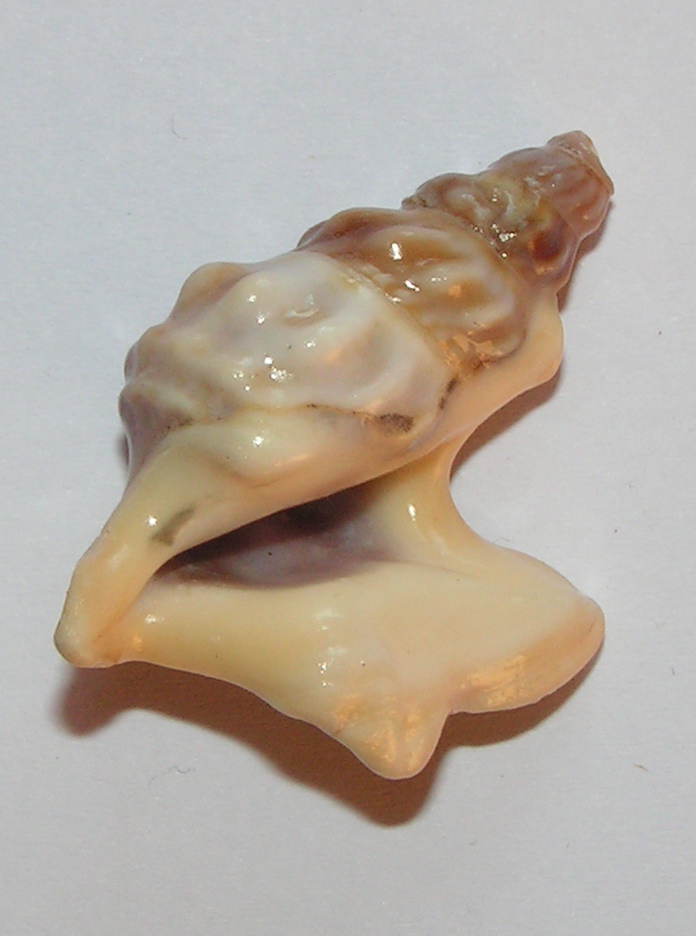
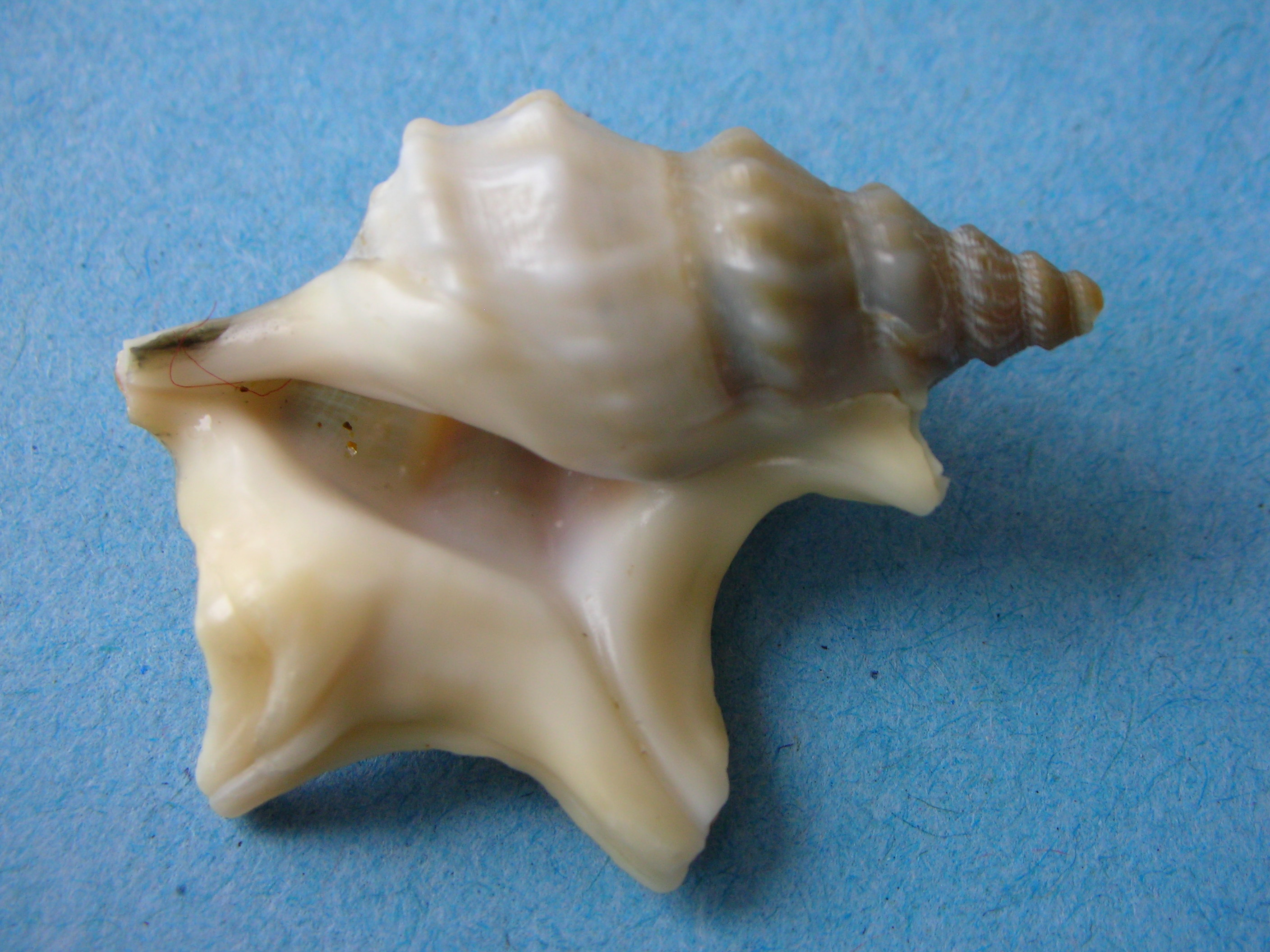